# Madeline Cloux-Jousson
Madeline Cloux-Jousson, née le 10 mai 1939 à L'Isle et morte le 19 mai 2021 dans la même ville, est une écrivaine et enseignante vaudoise.

## Biographie
Madeline Cloux-Jousson suit une formation d'institutrice à l'école normale à Lausanne.
Grande voyageuse : (Europe, Afrique du Nord, États-Unis...) Madeline Cloux-Jousson s'inspire de ses multiples périples pour son travail d'écriture et de création, notamment dans son recueil de nouvelles Incidents de parcours.
Le roman De miel et de sang, son île, évoque "ses étés grecs", mais aussi la dictature des colonels à la fin des années 1960.
Ses relations avec sa mère la pousse également à écrire un livre autobiographique, Le tabouret orange, où elle décrit la maladie dégénérative de sa mère, la souffrance et le sentiment d'impuissance provoqué par ce malheur.

## Œuvres
- Incidents de parcours, nouvelles, Éditions de l'Aire, 1988
- De miel et de sang, son île, roman, Éditions de l'Aire, 1989
- Le Tabouret orange, roman, Éditions de l'Aire, 1992

## Sources
- « Madeline Cloux-Jousson », sur la base de données des personnalités vaudoises sur la plateforme « Patrinum » de la Bibliothèque cantonale et universitaire de Lausanne.
- Cloux-Jousson, Madeline, quatrième de couverture, Le tabouret orange
- Anne-Lise Delacrétaz, Daniel Maggetti, Écrivaines et écrivains d'aujourd'hui, p. 73
- A D S - Autorinnen und Autoren der Schweiz - Autrices et Auteurs de Suisse - Autrici ed Autori della Svizzera